# Принц Ойген (тежък крайцер, 1938)
Принц Ойген (на немски: Prinz Eugen) е тежък крайцер на Кригсмарине от времето на Втората световна война. Третият кораб от типа „Адмирал Хипер“ и единственият построен по модифицирания им проект. Участва в много от морските операции на Втората световна война, в т.ч. в сражението в Датския пролив, през май 1941 г., съвместно с линкора „Бисмарк“, преминаването на германските кораби през Ла Манша, през февруари 1942 г. и бойните действия против настъпващите съветски войски по Балтийското крайбрежие в периода 1944 – 1945 г. След края на войната кораба е предаден на САЩ и се използва при изпитанията на ядрено оръжие на атола Бикини през 1946 г.

## Проектиране и строеж
Третият германски тежък крайцер, получил литерното обозначение „J“, е поръчан на 16 ноември 1935 г.
Залагането на кила е на 23 април 1936 г. в завода на Круп Germaniawerft в Кил. На 22 август 1938 г. корабът е спуснат на вода и влиза в строй на 1 август 1940 г. Своето име крайцерът получава в чест на Евгений Савойски, известен австрийски пълководец. До този момент това име носи линкора (SMS Prinz Eugen) на ВМС на Австро-Унгария от типа „Тегетхоф“. Освен това, в чест на същия исторически персонаж е наречен и съвременникът на „Принц Ойген“ лек крайцер на Кралските ВМС на Италия. Името на германския кораб е присвоено от политически съображения: така се подчертава, че влязлата в състава на Третия Райх Австрия се явява пълноправен член на „империята на немците“.

## История на службата

### „Принц Ойген“ в операцията „Учения на Рейн“
Тази операция е първият поход на кораба. На 18 май 1941 г. крайцерът излиза в морето в съпровождане на два разрушителя и тралчици. На следващия ден „Принц Ойген“ се обединява с линкора „Бисмарк“ и отрядът под командването на адмирал Гюнтер Лютиенс се насочва през датските проливи. Това става известно на британското разузнаване. Първият контакт с въздушното разузнаване става на 21 май в залива Калвенс, по време на дозареждането на крайцера. Тук той е пребоядисан в светлосив цвят.
Адмиралтейството изпраща отряд оглавен от вицеадмирал Ланселот Холанд в състав линейния крайцер „Худ“ (HMS Hood (51)) и най-новият линкор „Принс оф Уелс“ (HMS Prince of Wales (53)). Главните сили на Флота на Метрополията, в състав линкорът „Кинг Джордж V“ (HMS King George V (41)), линейният крайцер „Рипалс“ (HMS Repulse (34)) и самолетоносачът „Викториъс“ (HMS Victorious (38)) под командването на адмирал Джон Тови също се насочват в северните води.
Хидрофоните и радара на „Принц Ойген“ засичат британския тежък крайцер HMS Norfolk (78), който вече определено време следи немската групировка. В 19:20 „Бисмарк“ го пропъжда със залп, но при това поврежда собствения си радар, след което наблюдението може да се продължи само от „Принц Ойген“. Обаче негласното наблюдение над немците е продължено от HMS Suffolk (55). Сутринта на 24-ти адмирал Холанд, ръководейки се от съобщенията на „Съфолк“, извежда своята ескадра на атакуваща позиция.
Първият залп дават британските канонири в 05:53. Холанд дава заповед да се стреля по главния кораб, който се явява, вследствие на счупените хидрофони не „Бисмарк“, а „Принц Ойген“ (излязъл начело на германската колона с цел наблюдаване на хоризонта с носовия му радар). Влошава се опознаването на немските кораби и от определената сходност в техните силуети. В ситуацията се ориентира само командира на „Принс оф Уелс“ Лич, веднага заповядал да се открие огън по втория кораб в колоната на противника, който е „Бисмарк“. Германските кораби съсредоточават огъня си над „Худ“. Не минават и 5 минути след първото попадение в „Худ“, и флагманът на Холанд се взривява и се скрива под водата. В 05:59 „Принц Ойген“ пренася огъня си към „Принс оф Уелс“. Един от британските снаряди поврежда горивните цистерни на „Бисмарк“. След боя немските кораби се разпръскват, германският крайцер вади късмет и британците забелязват липсата му в „свитата“ на „Бисмарк“ едва на следващия ден.
Ред неблагоприятни условия не позволяват на „Принц Ойген“ за извърши удачно, от гледна точка на рейдерството по търговските маршрути, плаване. След срещата с два кораба на снабдяването, от които крайцерът попълва запасите си гориво и боеприпаси, идва съобщението от командването за това, че „пет линкора плават с голяма скорост на югозападен курс“. Това прави невъзможна атаката над конвоите от канадските маршрути. Командирът на крайцера капитан цур зе (капитан 1-ви ранг) Бринкман решава да се спусне още на юг, на линията Ню Йорк – Лисабон. След това е получено съобщението за гибелта на „Бисмарк“. Към всичко останало се добавят и проблеми с енергетичната установка, в резултат на което скоростта на кораба пада до 28 възела. Командирът на кораба решава да завършва рейдерството и да се насочи към превзетия от немците френски порт Брест, където корабът и пристига на 1 юни 1941 г.

Ето как оценява резултатите от операцията „Учения на Рейн“ историкът на флота В. Кофман:

„Крайните резултати от „Ученията на Рейн“ се оказват плачевни. Крайцерът прекарва в морето 2 седмици, движейки се почти през цялото време с висока скорост; той изгаря 6500 кубометра гориво и изминава 7000 мили – и всичко това без някакъв особен резултат, ако не се броят 3 или 4 снаряда, уцелили тежките кораби на противника в боя в Датския пролив. Освен гибелта на „Бисмарк“, немците се лишават от 4 съда на снабдяването, подсигуряващи похода и потопени или пленени от англичаните. И на последно място, „Ойген“ попада в своеобразен „затвор“ във френския порт“.

#### „Принц Ойген“ в операция „Цербер“
По време на престоя си в Брест крайцерът (заедно с намиращите се в същото пристанище линкори „Шарнхорст“ и „Гнейзенау“) е подлаган на постоянни нападения на британската авиация и получава повреди, понякога и доста сериозни. Във връзка с това е разработен план на операция за преминаване на германската ескадра от Брест в Германия, който получава названието Операция Цербер. На 11 февруари 1942 г., съблюдавайки най-строга секретност, съединението в състав „Принц Ойген“ и линкорите „Шарнхорст“ и „Гнейзенау“ излиза в морето. Тяхното излизане остава незабелязано за британската авиация и патрулните подводници. Немците са облагодетелствани и от времето: ниска облачност, силен вятър и пориви дъжд. В хода на похода германските линкори и крайцерът са подложени на атаки от британската авиация, разрушители и брегови батареи, но в крайна сметка „Принц Ойген“ пристига в Брунсбютел в устието на Елба около 8 сутринта на 13 февруари практически неповреден.

#### „Принц Ойген“ в Балтика
От средата на 1943 г. в Балтийско море под флага на учебна ескадра се събират болшинство германски крайцери и на крайцера „Принц Ойген“ като на най-боеготов сред тях, е отведена ролята на „най-голямата „канонерка“ в Балтика“. За това време той провежда ред обстрели над крайбрежието и таранира германския лек крайцер „Лайпциг“, едва що излязъл от дока. Към края на войната „Принц Ойген“ изразходва по-голямата част от своя боезапас (производството на осемдюймови снаряди е прекратено още през 1942 г.), а когато Съветската Армия се приближава към Хотенхафен, крайцерът трябва да обстрелва околностите на собствената си база и Данциг. На 5 април 1945 г. от снарядите за главния калибър остават под 40, и „Принц Ойген“ заедно с последния лек крайцер на германския флот „Нюрнберг“ пристига на 20 април в Копенхаген.

#### „Принц Ойген“ в американския флот
След капитулацията на Германия тежкият крайцер се намира в столицата на Дания Копенхаген. По условията на Потсдамската конференция корабът става собственост на Съединените щати. След превеждане на кораба в Бремен, на 5 януари 1946 г., той официално постъпва в състава на флота на САЩ (макар и не като боен кораб, а в качеството на „изпитателен съд IX-300“. В командване на „Ойген“ встъпва последният му командир, капитан 1-ви ранг от флота на САЩ А. Граубарт, по ирония на съдбата, произхождащ от семейство на немски емигранти.
Корабът е преведен в САЩ, в Бостън, в началото на 1946 г. Там в течение на месец и половина е изследван от флотски специалисти и инженери, направени са множество фотографии. Също по време на стоянката в Бостън на брега е свалено цялото артилерийско, радарно и хидроакустично оборудване, а също и двете оръдия на носовата кула на ГК, две сдвоени 105-мм установки и няколко леки зенитки. На 10 март „IX-300“ напуска Бостън и през Панамския канал достига Сан Диего. Бившият крайцер трябва да участва в изпитанията на ядрено оръжие на атола Бикини заедно с редица други трофейни кораби и отписани единици от състава на ВМС на САЩ. Преди прехода през Тихия океан кораба преминава докуване, а на 11 май достига главната база на американския Тихоокеански Флот Пърл Харбър. Там той заедно с американските тежки крайцери „Пенсакола“ (USS Pensacola (CA-24)) и „Солт Лейк Сити“ (USS Salt Lake City (CA-25)), също предназначени за изпитанията на ядреното оръжие, съставя 23-та дивизия крайцери. От 3 юни до 9 юни 1946 г. в съпровождане на океанския буксир „Сиу“ бившият „Принц Ойген“ достига до атола, преодолявайки 2100 мили в път.

#### Изпитанията на ядреното оръжие и гибел на кораба
Подробно описание на последните мигове от живота на кораба, подложен на въздействието на ядрен взрив, дава историкът В. Кофман в своята книга «Тяжёлые крейсера типа „Адмирал Хиппер“»:

По диспозиция при първото изпитание (надводен взрив на атомна бомба, пусната от самолет; условно обозначение „Ейбъл“), състояло се на 1 юли 1946 г., германският тежък крайцер се намира на 8 – 10 кабелтови от епицентъра. Неговите повреди се оказват незначителни, само по борда, обърнат към взрива, ударната вълна напълно сваля боята. Вторият, подводен взрив („Байкер“), нанася по-съществен ущърб. Част от листовете на обшивката се оказват вдлъбнати, и корабът приема известно количество вода, но не потъва и няма никакъв крен. Удивените американци го отбуксират в Куаджалин, предполагайки да го използват за последващи изпитания. Обаче към това време стоманения корпус става толкова радиоактивен, че неговата дезактивация в течение на няколко месеца е невъзможна. Многострадалният крайцер отново е поставен в ролята на „момчето, което да яде шамарите“ при третия атомен взрив („Чарли“). Макар и този път той да остава на вода, липсата на екипаж и каквато и да е борба за живучест води до постепенно наводняване на едно помещение след друго. На 21 декември останалите помпи престават да се справят с постъпващата вода, корпусът се накренява, и илюминаторите се оказват под повърхността на морето. Американците се опитват да спасят кораба, изхвърляйки го на брега на остров Карлос, но на следващия ден последният от германските тежки крайцери се преобръща и потъва на рифовете на о-ва Куаджалин, където и остава и до днес.
Килът на крайцера може да се види тук: 8°45′08.22″ с. ш. 167°40′58.87″ и. д. / 8.752283° с. ш. 167.683019° и. д.

## Коментари
1. ↑  Германските кораби при началото на тяхното строителство получават временни имена. За новите кораби се избират букви. Тези кораби, които трябва да заменят стари или загубени кораби получават приставката „Ерзац“ пред името на заменяемия кораб.
2. ↑  SMS – от на немски: Seiner Majestät Schiff – „Кораб на Негово Величество“.